# Еленови
Еленовите (Cervidae), наричани още Плътнороги, са семейство тревопасни бозайници от разред Чифтокопитни (Artiodactyla). Мъжките при някои видове достигат тегло над половин тон. Характерни за семейството са рогата при мъжките (рядко и при женските, но по-малки). Повечето видове имат силно изразен полов диморфизъм, като мъжките се отличават с по-големите си размери и рогата си.

## Разпространение
В България се срещат три вида принадлежащи към различни родове:
- Capreolus capreolus – сърна
- Cervus elaphus – благороден елен
- Dama dama – елен лопатар (аклиматизиран)

Два от тях, сърната и благородният елен са традиционни и с местен произход, а третият – еленът лопатар е внесен и успешно аклиматизиран за ловни цели. Еленът лопатар е изчезнал от българските земи преди около десет века, и едва в началото на миналия век започва аклиматизацията му.

## Размножаване
Повечето видове са полигамни. При тези видове по време на размножителния период по-силните мъжкари имат собствен харем, който защитават от съперниците си.

## Допълнителни сведения
Много от видовете са ценен ловен обект. Срещащите се в България три вида от семейството: сърна, благороден елен и елен лопатар са обичаен ловен обект, за който се полагат систематични грижи. Сърната е широко разпространена в почти всички видове местности. Делят се на 4 подсемейства.
Към 2012 г. в България има над 21 000 благородни елена, 6500 лопатара и 87 700 сърни.

## Класификация
- Подсемейство Cervinae (елени от Стария свят)
  - Триб Muntiacini
    - Род Elaphodus
      - Elaphodus cephalophus – качулат елен

    - Род Muntiacus – мунтжаки
      - Muntiacus atherodes – борнейски жълт мунтжак
      - Muntiacus feae – тенасеримски мунтжак, мунтжак на Феа
      - Muntiacus muntjak – обикновен мунтжак, индийски мунтжак
      - Muntiacus aureus – индийски мунтжак, разглеждан като подвид на M. muntjak
      - Muntiacus malabaricus – малабарски мунтжак, разглеждан като подвид на M. muntjak
      - Muntiacus nigripes – чернокрак мунтжак, разглеждан като подвид на M. muntjak
      - Muntiacus vaginalis – северен червен мунджак, разглеждан като подвид на M. muntjak
      - Muntiacus rooseveltorum – мунтжак на рузвелт
      - Muntiacus montanum – суматрански мунтжак
      - Muntiacus gongshanensis – гонгшански мунтжак
      - Muntiacus crinifrons – черен мунтжак
      - Muntiacus reevesi – китайски мунтжак, мунтжак на Рийвс
      - Muntiacus vuquangensis – гигантски мунтжак
      - Muntiacus puhoatensis – пухоатенски мунтжак
      - Muntiacus putaoensis – путаоски мунтжак
      - Muntiacus truongsonensis – труонгсонски мунтжак

  - Триб Cervini (истински елени)
    - Род Dama – елени лопатари
      - Dama dama – елен лопатар
      - Dama mesopotamica – месопотамски петнист елен. Персийски лопатар

    - Род Axis – читали
      - Axis axis – читал, аксис

    - Род Rucervus
      - Rucervus duvaucelii – барасинга
      - Rucervis ranjitsinh – източен блатен елен, разглеждан като подвид на R. duvaucelii
      - Rucervus branderi – pdmdoek блатен елен, разглеждан като подвид на R. duvaucelii

    - Род Panolia – елени на Елд[3]
      - Panolia eldii – елен на Елд
      - Panolia thamin – манипурски елен на Елд, разглеждан от някои автори като подвид на P. eldii
      - Panolia siamensis – източен елен на Елд, разглеждан от някои автори като подвид на P. eldii

    - Род Elaphurus
      - Elaphurus davidianus – милу, елен на отец Давид

    - Род Hyelaphus[3]
      - Hyelaphus porcinus – свиневиден елен
      - Hyelaphus annamiticus – индокитайски елен
      - Hyelaphus calamianensis – каламиански елен
      - Hyelaphus kuhlii – бавеански елен

    - Род Rusa – според някои автори родът е причислен към Cervus)
      - Rusa alfredi – висаянски елен, елен на принц Алфред
      - Rusa marianna – филипински замбар
      - Rusa barandanus – миндорски замбар, разглеждан като подвид на R. mariannus
      - Rusa nigellus – минданаоски замбар, разглеждан като подвид на R. mariannus
      - Rusa timorensis – тиморски елен, гривест (тиморски) замбар
      - Rusa unicolor – индийски замбар
      - Rusa equinus – югоизточноазиатски замбар, разглеждан като подвид на R. unicolor

    - Род Cervus
      - Cervus elaphus – благороден елен, Западен благороден елен
      - Cervus pannoniensis – панонски благороден елен, разглеждан като подвид на C. elaphus
      - Cervus maral – Каспийски благороден елен, разглеждан като подвид на C. elaphus
      - Cervus corsicanus – корсикански благороден елен, разглеждан като подвид на C. elaphus
      - Cervus yarkandenis – яркандски благороден елен, разглеждан като подвид на C. elaphus
      - Cervus bactrianus – бухарски елен, разглеждан като подвид на C. elaphus
      - Cervus albirostris – белобърнест елен
      - Cervus nippon – петнист елен, сика
      - Cervus pseudaxis – виетнамски петнист елен, разглеждан като подвид на C. nippon
      - Cervus pulchellus – цушимски петнист елен, разглеждан като подвид на C. nippon
      - Cervus taiouanus – тайвански петнист елен, разглеждан като подвид на C. nippon
      - Cervus pseudaxis – виетнамски петнист елен, разглеждан като подвид на C. nippon
      - Cervus hanglu – кашмирски елен, разглеждан като подвид на C. elaphus или C. canadensis
      - Cervus canadensis – вапити
      - Cervus xanthopygus – изюбър, разглеждан като подвид на C. canadensis
      - Cervus wallichi – средноазиатски благороден елен, разглеждан като подвид на C. canadensis
      - Cervus macneilli – съчуански благороден елен, разглеждан като подвид на C. canadensis
      - Cervus alashanicus – алашански благороден елен, разглеждан като подвид на C. canadensis
- Подсемейство Capreolinae (Ееени от Новия свят)
  - Триб Capreolini
    - Род Alces – лосове
      - Alces alces – лос
      - Alces americanus – американски лос, разглеждан от някои автори като подвид на A. alces

    - Род Capreolus – сърни
      - Capreolus capreolus – сърна
      - Capreolus pygargus – сибирска сърна

    - Род Hydropotes – водни елени
      - Hydropotes inermis – воден елен

  - Tribe Rangiferini
    - Род Rangifer – северни елени
      - Rangifer tarandus – северен елен, карибу

    - Род Hippocamelus
      - Hippocamelus antisensis – перуански елен
      - Hippocamelus bisulcus – андски елен

    - Род Mazama – мазами
      - Mazama gouazoubira – сива мазама
      - Mazama cita – северновенецуелска мазама, разглеждан като подвид на M. gouazoubira
      - Mazama murelia – еквадорска мазама, разглеждан като подвид на M. gouazoubira
      - Mazama permira – мазама от остров Сан Хосе, разглеждан като подвид на M. gouazoubira
      - Mazama sanctaemartae – колумбийска мазама, разглеждан като подвид на M. gouazoubira
      - Mazama superciliaris – бразилско мазама, разглеждан като подвид на M. gouazoubira
      - Mazama tschudii – перуанска мазама, разглеждан като подвид на M. gouazoubira
      - Mazama rondoni – родон, разглеждан като подвид на M. gouazoubira
      - Mazama nemorivaga – амазонска мазама
      - Mazama temama – централноамериканска мазама
      - Mazama pandora – юкатанска мазама
      - Mazama bororo – мазама бороро
      - Mazama chunyi – мазама джудже
      - Mazama nana – малка мазама
      - Mazama bricenii – мазама мериоа
      - Mazama rufina – рижа мазама
      - Mazama americana – голяма мазама (Този вид е по-близък до род Odocoileus, отколкото до мазамите[4])
      - Mazama gualea – еквадорска голяма мазама, разглеждан като подвид на M. americana
      - Mazama jucunda – бразилска голяма мазама, разглеждан като подвид на M. americana
      - Mazama trinitatis – тринидатска голяма мазама, разглеждан като подвид на M. americana
      - Mazama whitelyi – южна голяма мазама, разглеждан като подвид на M. americana
      - Mazama zamora – перуанска голяма мазама, разглеждан като подвид на M. americana
      - Mazama zetta – колумбийска голяма мазама, разглеждан като подвид на M. americana

    - Род Blastocerus
      - Blastocerus dichotomus – блатен елен

    - Род Ozotoceros
      - Ozotoceros bezoarticus – Пампасен елен

    - Род Pudu – Пуду
      - Pudu mephistophiles – северен пуду
      - Pudu puda – южен пуду

    - Род Odocoileus
      - Odocoileus hemionus – черноопашат елен, елен-муле
      - Odocoileus virginianus – белоопашат елен